# الجدول الزمني لأول تصويت للنساء في الدول ذات الأغلبية المسلمة

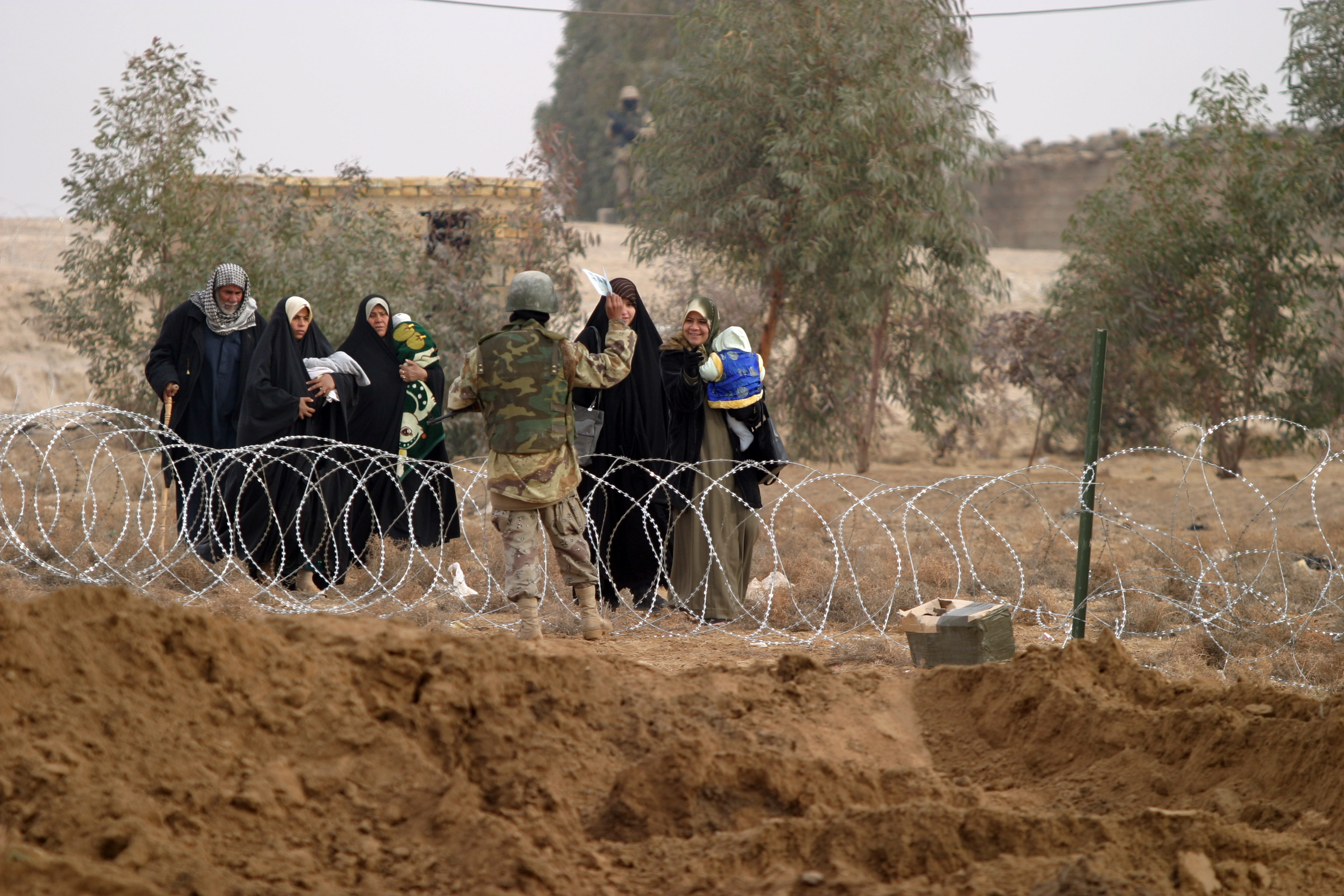
أنصار السلام، العراق، 30 يناير،2005 نساء عراقيات خارجات للتصويت للانتخابات المقامة في العراق

هذا الجدول الزمني يسرد أول تصويت للنساء في الدول ذات الأغلبية المسلمة. تواريخ بدء الحق في التصويت، الاقتراع، على أنهما منفصلان عن الحق في الترشح للانتخابات وتولي المنصب.
بعض التواريخ تتعلق بانتخابات محلية والآخر تم إدراج تواريخ الانتخابات العامة حيثما أمكن. وحتى البلدان المدرجة في القائمة قد لا يكون لها حق التصويت العام للمرأة. وقد تراجعت بعض البلدان في حقوق المرأة منذ منح حق الانتخاب الأولي.
وتجدر الإشارة إلى أنه بالنسبة للكثير من الدول المذكورة أدناه، «متأخرون» في حق المرأة في الاقتراع.

## الجدول الزمني

### 1917
- جمهورية القرم الشعبية -تتار القرم حاليًا-[بحاجة لتوضيح]

### 1918
- جمهورية أذربيجان الديموقراطية [1]
- الجمهورية القيرغيزية السوفيتية الاشتراكية (جمهوريات الاتحاد السوفيتي)

### 1920
- ألبانيا

### 1921
- الجمهورية الأذرية السوفيتية الاشتراكية (جمهوريات الاتحاد السوفيتي)

### 1924
- الجمهورية الطاجيكية السوفيتية الاشتراكية (جمهوريات الاتحاد السوفيتي)
- الجمهورية الكازاخية السوفيتية الاشتراكية  (جمهوريات الاتحاد السوفيتي)

### 1927
- الجمهورية التركمانية السوفيتية الاشتراكية (جمهوريات الاتحاد السوفيتي)

### 1930
- تركيا (الانتخابات البلدية)

### 1932
- المالديف

### 1938
- الجمهورية الأوزبكية السوفيتية الاشتراكية (جمهوريات الاتحاد السوفيتي)

### 1934
- تركيا (الانتخابات الوطنية)

### 1945
- السنغال

### 1946
- الانتداب البريطاني على فلسطين
- أرض الصومال الفرنسي

### 1947
- باكستان

### 1948
- النيجر

### 1949
سوريا
1951
ليبيا
1952
- لبنان
- ساحل العاج

### 1956
- جزر القمر
- مصر
- مالي
- الصومال البريطاني

### 1957
- لبنان (انتخابات عامة)
- إتحاد ملايا (حاليا ماليزيا)

### 1958
- جمهورية فولتا العليا
- تشاد
- غينيا

### 1959
- تونس
- بروناي

### 1960
- غامبيا

### 1961
- سيراليون
- موريتانيا

### 1962
- الجزائر
- بروناي (ألغيت)

### 1963
- إيران (بعد إستفتاء)
- المغرب

### 1964
- السودان

### 1900
- أفغانستان (للمرة الأولى)

### 1967
- اليمن الجنوبي

### 1970
- اليمن الشمالي

### 1972
- بنغلاديش

### 1973
- البحرين (البحرين لم تعقد الانتخابات حتى عام 2002)

### 1974
- الأردن

### 1978
- نيجيريا (الشمال)

1967 ===
```
===
```

- العراق

### 1985
- الكويت (للمرة الأولى)

### 1996
- أفغانستان (ألغيت من قبل طالبان)

### 1999
- قطر
- الكويت (ألغيت)

### 2001
- أفغاستان (أعيد منحها بعد سقوط طالبان)

### 2003
- عمان

### 2005
- الكويت (أعيد منحها)

### 2006
- الإمارات العربية المتحدة (تصويت محدود لكل من النساء والرجال)

### 2015
- المملكة العربية السعودية (قدم مع حق الترشح إلى الإنتخابات البلدية)